# Colparion
Colparion é um género de gastrópode da família Euconulidae.
Este género contém as seguintes espécies:
- Colparion madgei